# Welshita
La welshita és un mineral de la classe dels silicats que pertany al grup de la rhönita. Va ser anomenada en honor de Wilfred Reinhardt Welsh (1915-2002).

## Característiques
La welshita és un inosilicat de fórmula química Ca₄[Mg9Sb5+
3]O₄[Si₆Be₃AlFe3+
2O36]. Cristal·litza en el sistema triclínic. Els seus cristalls són prismes rabassuts paral·lelament a [001], poden estar aplanats en {010} i mesuren fins a 3 mm. La seva duresa a l'escala de Mohs és 6.
Segons la classificació de Nickel-Strunz, la welshita pertany a «09.DH - Inosilicats amb 4 cadenes senzilles periòdiques, Si₄O₁₂» juntament amb els següents minerals: leucofanita, ohmilita, haradaïta, suzukiïta, batisita, shcherbakovita, taikanita, krauskopfita, balangeroïta, gageïta, enigmatita, dorrita, høgtuvaïta, krinovita, makarochkinita, rhönita, serendibita, wilkinsonita, safirina, khmaralita, surinamita, deerita, howieïta, taneyamalita, johninnesita i agrel·lita.

## Formació i jaciments
La welshita va ser descoberta a Långban (Värmland, Suècia) en skarn hematític-dolomític. Es tract de l'únic indret on ha estat trobada aquesta espècie mineral.